# Südafrikanische Squash-Meisterschaften
Die südafrikanischen Squash-Meisterschaften sind ein Wettbewerb zur Ermittlung des nationalen Meistertitels im Squash in Südafrika. Ausrichter ist Squash South Africa.
Seit 1982 werden die Meisterschaften bei den Herren und bereits seit 1978 auch bei den Damen jährlich ausgetragen. Rekordhalter sind Stephen Coppinger bei den Herren mit acht Titeln sowie Claire Nitch bei den Damen mit neun Titeln.

## Südafrikanische Meister
Die Nummern in Klammern hinter den Namen geben die Anzahl der gewonnenen Meisterschaften wieder. Folgende Spieler konnten die Meisterschaft gewinnen:
| Jahr | Herren                 | Damen                       |
| ---- | ---------------------- | --------------------------- |
| 1978 | nicht ausgetragen      | Valerie Bridgens            |
| 1979 | nicht ausgetragen      | Renee Aucamp                |
| 1980 | nicht ausgetragen      | Renee Aucamp (2)            |
| 1981 | nicht ausgetragen      | Renee Aucamp (3)            |
| 1982 | Roland Watson          | Renee Aucamp (4)            |
| 1983 | Ian Holding            | Renee Aucamp (5)            |
| 1984 | Ian Holding (2)        | Renee Aucamp (6)            |
| 1985 | Ian Holding (3)        | Renee Aucamp (7)            |
| 1986 | Stuart Hailstone       | Donna Caldwell              |
| 1987 | Trevor Wilkinson       | Renee Aucamp (8)            |
| 1988 | Trevor Wilkinson (2)   | Donna Caldwell (2)          |
| 1989 | Stuart Hailstone (2)   | Angelique Clifton-Parks     |
| 1990 | Gunner Way             | Angelique Clifton-Parks (2) |
| 1991 | Stuart Hailstone (3)   | Desiree Edwards             |
| 1992 | Craig van der Wath     | Thelma Ann Holt             |
| 1993 | Craig van der Wath (2) | Claire Nitch                |
| 1994 | Craig van der Wath (3) | Claire Nitch (2)            |
| 1995 | Glenn Whittaker        | Chantel Clifton-Parks       |
| 1996 | Glenn Whittaker (2)    | Claire Nitch (3)            |
| 1997 | Craig Wapnick          | Natalie Grainger            |
| 1998 | Glenn Whittaker (3)    | Claire Nitch (4)            |
| 1999 | Rodney Durbach         | Claire Nitch (5)            |
| 2000 | Adrian Hansen          | Annelize Naudé              |
| 2001 | Glenn Whittaker (4)    | Claire Nitch (6)            |
| 2002 | Greg La Mude           | Claire Nitch (7)            |
| 2003 | Rodney Durbach (2)     | Claire Nitch (8)            |
| 2004 | Craig van der Wath (4) | Claire Nitch (9)            |
| 2005 | Adrian Hansen (2)      | Tenille Swartz              |
| 2006 | Adrian Hansen (3)      | Tenille Swartz (2)          |
| 2007 | Stephen Coppinger      | Tenille Swartz (3)          |
| 2008 | Stephen Coppinger (2)  | Farrah Fenner               |
| 2009 | Rodney Durbach (3)     | Tenille Swartz (4)          |
| 2010 | Stephen Coppinger (3)  | Farrah Fenner (2)           |
| 2011 | Stephen Coppinger (4)  | Tenille van der Merwe (5)   |
| 2012 | Stephen Coppinger (5)  | Diana Haynes                |
| 2013 | Stephen Coppinger (6)  | Siyoli Waters               |
| 2014 | Shaun Le Roux          | Siyoli Waters (2)           |
| 2015 | Stephen Coppinger (7)  | Alexandra Fuller            |
| 2016 | Stephen Coppinger (8)  | Milnay Louw                 |
| 2017 | Gary Wheadon           | Milnay Louw (2)             |
| 2018 | Thoboki Mohohlo        | Alexandra Fuller (2)        |
| 2019 | Jean-Pierre Brits      | Milnay Louw (3)             |
| 2020 | Christo Potgieter      | Alexandra Fuller (3)        |
| 2021 | Dewald van Niekerk     | Lizelle Muller              |
| 2022 | Dewald van Niekerk (2) | Lizelle Muller (2)          |
| 2023 | Dewald van Niekerk (3) | Savannah Ingledew           |
| 2024 | Dewald van Niekerk (4) | Alexandra Fuller (4)        |